# Gentil de Montefiore

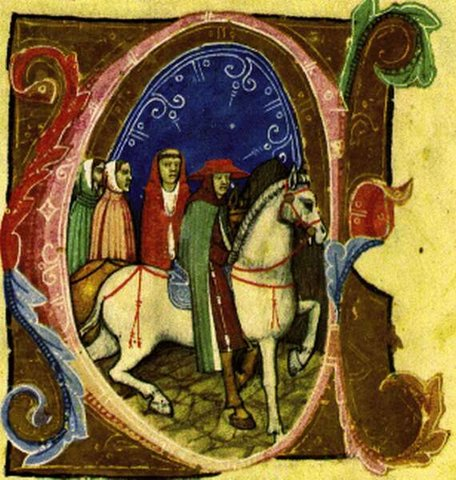
Le cardinal Gentile Partino de Montefleur à cheval et portant le galero

Gentil de Montefiore, Gentile Partino de Montefiore, Gentile da Montefiore ou Gentilis de Monteflorum, né vers 1240/1250 à Montefiore dell'Aso, dans l'actuelle région des Marches, alors dans les États pontificaux et mort le 27 octobre 1312 à Lucques, est un cardinal italien du XIVe siècle, légat apostolique du pape Clément V. Il est membre de l'ordre des franciscains.

## Biographie
Gentile Partino étudie à Paris. Il est professeur à Paris et au Palais du Vatican.
Le pape Boniface VIII le crée cardinal de San Silvestro e San Martino ai Monti lors du consistoire de 2 mars 1300. Avec le cardinal Niccolò Boccasini, O.P., le cardinal Partino est chargé par le pape de résoudre la question de la distance entre les ordres des dominicains et des franciscains. De 1302 à 1305 Partino est grand pénitencier.
En 1307, le pape Clément V le nomme légat apostolique en Hongrie avec la double tâche de rétablir la discipline de l'Église et de résoudre la succession au trône après l'assassinat de Ladislas IV en 1295. Dans ce dernier but, il négocie personnellement avec Máté Csák en novembre 1308, mais leur accord d'alors ne s'avère pas durable.
Il joue un rôle important dans la préparation et le déroulement des deuxième et troisième sacres du roi Charles Robert (Charobert), le fils du roi Charles II de Sicile. Il organise plusieurs synodes et il contribue à composer une constitution et un système légal pour la Hongrie.
En septembre 1311, il est excommunié par Máté Csák et quitte le pays. 
Le cardinal Partino participe au conclave de 1303, lors duquel Benoît XI est élu pape et à celui de 1304-1305 (élection de Clément V). Il participe au concile de Vienne en 1311. En 1311 toujours, il est chargé par Clément V de transférer le trésor papal au-delà des Alpes, à Avignon, parce qu'il est en danger à Rome. En mars 1212, il remet à la basilique d'Assise, propriété de la papauté, une partie du trésor papal ainsi que les dons qu'il a reçus des souverains hongrois. Le 30  mars de la même année, il remet aux franciscains six cents florins d'or pour une chapelle dans la basilique Saint-François. Il meurt à Lucques en 1312 et, sa chapelle n'étant pas encore achevée, il est tout d'abord enterré dans la chapelle Saint-Louis de la basilique d'Assise puis dans sa chapelle personnelle,, la chapelle Saint-Martin qu'il a commandé à Simone Martini. Le solde du trésor papal et les effets personnels de Gentile restent à Lucques où ils sont dérobés par Uguccione della Faggiola.